# Griedel
Griedel ist ein Stadtteil von Butzbach im hessischen Wetteraukreis. Der Ort liegt an der Wetter, einem Fluss, der Griedel durchquert.

## Geschichte

### Ortsgeschichte
Am Osthang des Galgenberges ist aufgrund von Lesefunden ab 1991 ein Erdwerk (Erdwerk Galgenberg-Ost) der Michelsberger Kultur nachgewiesen. Durch die Nähe zu den Sandgruben ist die Fundstelle heute vermutlich zerstört. Dabei konnte eine vielfältige Keramik sowie Nutzgegenstände nachgewiesen werden, u. a. Tulpenbecher, geschweifte Becher vom „Munzinger Typ“, Knickwandschüsseln, Töpfe mit geschweifter Wandung und kurzem Hals, Schälchen, Schöpfer, stichverzierte Keramik und eine Ösenleistenflasche. Weitere vielfältige Funde der Frühzeit finden sich westlich des Galgenberges bis Butzbach.
Bereits im 6. Jahrhundert soll eine Siedlung gegründet worden sein. Griedel wird aber erst 768 erstmals urkundlich unter dem Namen Gredila im Lorscher Codex erwähnt.
Die Griedeler Kirche gehörte früher zur Pfarrei Nieder-Weisel. Nach den Herren von Münzenberg wurden die Johanniter Patronatsherren. Ihnen folgten die Landgrafen von Hessen. Bereits im 14. Jahrhundert bestand eine Basilika, die dem hl. Peter geweiht war. Die heutige evangelische Kirche wurde 1911 erbaut.
Seit dem 17./18. Jahrhundert bis zum Jahr 1938 bestand eine jüdische Gemeinde in Griedel mit jüdischer Schule, jüdischem Bad und Synagoge. Noch heute weisen ein jüdischer Friedhof (Griedel) mit 38 Grabsteinen sowie seit 2020 neun Stolpersteine auf das ehemals rege Gemeindeleben hin. Beim Novemberpogrom 1938 wurde die Synagoge durch SA-Leute angezündet. 1939 lebten noch acht jüdische Personen am Ort. Bis Mai 1940 gab es keine jüdischen Einwohner mehr in Griedel. Insgesamt wurden 14 jüdische Mitbürger ermordet. 1992 wurde am ehemaligen Standort der Synagoge in der Bruderstraße eine Gedenktafel angebracht.
Im Zuge der Gebietsreform in Hessen wurde die Gemeinde Griedel zeitgleich mit anderen Nachbargemeinden kraft Landesgesetzes zum 1. August 1972 in die Stadt Butzbach eingegliedert. Gegen diese Eingemeindung gab es in Griedel erhebliche Widerstände. Für Griedel wurde, wie für die übrigen Stadtteile, ein Ortsbezirk mit Ortsbeirat und Ortsvorsteher eingerichtet.

### Verwaltungsgeschichte im Überblick
Die folgende Liste zeigt die Staaten und Verwaltungseinheiten, denen Griedel angehört(e):
- vor 1806: Heiliges Römisches Reich, Fürstentum Solms-Braunfels (Anteil an der Herrschaft Münzenberg), Amt Gambach
- ab 1806: Großherzogtum Hessen (Souveränitätslande),[Anm. 2] Fürstentum Oberhessen, Amt Gambach (des Fürsten Solms-Braunfels)[11]
- ab 1815: Großherzogtum Hessen (Souveränitätslande), Provinz Oberhessen, Amt Gambach (des Fürsten Solms-Braunfels)[12]
- ab 1820: Großherzogtum Hessen, Provinz Oberhessen, Amt Gambach (Patrimonialgericht: Standesherrliches Amt Wölfersheim des Fürsten Solms-Braunfels)
- ab 1822: Großherzogtum Hessen, Provinz Oberhessen, Landratsbezirk Hungen[13][Anm. 3]
- ab 1841: Großherzogtum Hessen, Provinz Oberhessen, Kreis Hungen
- ab 1848: Großherzogtum Hessen, Regierungsbezirk Friedberg
- ab 1852: Großherzogtum Hessen, Provinz Oberhessen, Kreis Friedberg
- ab 1867: Norddeutscher Bund,[Anm. 4] Großherzogtum Hessen, Provinz Oberhessen, Kreis Friedberg
- ab 1871: Deutsches Reich, Großherzogtum Hessen, Provinz Oberhessen, Kreis Friedberg
- ab 1918: Deutsches Reich (Weimarer Republik), Volksstaat Hessen, Provinz Oberhessen, Kreis Friedberg
- ab 1938: Deutsches Reich, Volksstaat Hessen,  Landkreis Friedberg[14][Anm. 5]
- ab 1945: Amerikanische Besatzungszone,[Anm. 6] Groß-Hessen, Regierungsbezirk Darmstadt, Landkreis Friedberg
- ab 1946: Amerikanische Besatzungszone, Hessen, Regierungsbezirk Darmstadt, Landkreis Friedberg
- ab 1949: Bundesrepublik Deutschland, Hessen, Regierungsbezirk Darmstadt, Landkreis Friedberg
- ab 1972: Bundesrepublik Deutschland, Hessen, Regierungsbezirk Darmstadt, Wetteraukreis, Stadt Butzbach

### Gerichte seit 1803
In der Landgrafschaft Hessen-Darmstadt wurde mit Ausführungsverordnung vom 9. Dezember 1803 das Gerichtswesen neu organisiert. Für die Provinz Oberhessen wurde das „Hofgericht Gießen“ eingerichtet. Es war für normale bürgerliche Streitsachen Gericht der zweiten Instanz, für standesherrliche Familienrechtssachen und Kriminalfälle die erste Instanz. Die Rechtsprechung der ersten Instanz wurde durch die Ämter bzw. Standesherren vorgenommen. Somit war für Griedel ab 1806 das „Patrimonialgericht der Fürsten Solms-Braunfels“ in Gambach, später Wölfersheim zuständig.
Nach der Gründung des Großherzogtums Hessen 1806 wurden die Aufgaben der ersten Instanz 1821–1822 im Rahmen der Trennung von Rechtsprechung und Verwaltung auf die neu geschaffenen Land- bzw. Stadtgerichte übertragen. Ab 1822 ließen die Fürsten Solms-Braunfels ihre Rechte am Gericht durch das Großherzogtum Hessen in ihrem Namen ausüben. „Landgericht Hungen“ war daher die Bezeichnung für das erstinstanzliche Gericht, das für Griedel zuständig war. Auch auf sein Recht auf die zweite Instanz, die durch die Justizkanzlei in Hungen ausgeübt wurde, verzichtete der Fürst 1823. Erst infolge der Märzrevolution 1848 wurden mit dem „Gesetz über die Verhältnisse der Standesherren und adeligen Gerichtsherren“ vom 15. April 1848 die standesherrlichen Sonderrechte endgültig aufgehoben. Der Landgerichtsbezirk Hungen musste am 1. November 1848 Griedel an den Landgerichtsbezirk Butzbach abgeben.
Aufgrund des Gerichtsverfassungsgesetzes wurden zum 1. Oktober 1879 die Landgerichte aufgehoben. An ihre Stelle traten Amtsgerichte, und neu geschaffene Landgerichte fungierten nun als Obergerichte. Der Bezirk des neuen Amtsgerichts Butzbach gehörte zum Bezirk des Landgerichts Gießen. 2004 wurde das Amtsgericht Butzbach aufgelöst und dessen Amtsbereich dem Amtsgericht Friedberg zugeschlagen.

## Bevölkerung

### Einwohnerstruktur 2011
Nach den Erhebungen des Zensus 2011 lebten am Stichtag dem 9. Mai 2011 in Griedel 1581 Einwohner. Darunter waren 69 (4,4 %) Ausländer. Nach dem Lebensalter waren 284 Einwohner unter 18 Jahren, 630 zwischen 18 und 49, 327 zwischen 50 und 64 und 360 Einwohner waren älter. Die Einwohner lebten in 672 Haushalten. Davon waren 192 Singlehaushalte, 204 Paare ohne Kinder und 216 Paare mit Kindern, sowie 48 Alleinerziehende und 12 Wohngemeinschaften. In 147 Haushalten lebten ausschließlich Senioren und in 420 Haushaltungen lebten keine Senioren.

### Einwohnerentwicklung
| Griedel: Einwohnerzahlen von 1834 bis 2022 | Griedel: Einwohnerzahlen von 1834 bis 2022 | Griedel: Einwohnerzahlen von 1834 bis 2022 | Griedel: Einwohnerzahlen von 1834 bis 2022 | Griedel: Einwohnerzahlen von 1834 bis 2022 |
| --- | ------------------------------------------ | ------------------------------------------ | ------------------------------------------ | ------------------------------------------ |
| Jahr |                                            |                                            |                                            | Einwohner                                  |
| 1834 | 1834                                       |                                            | 724                                        | 724                                        |
| 1840 | 1840                                       |                                            | 743                                        | 743                                        |
| 1846 | 1846                                       |                                            | 743                                        | 743                                        |
| 1852 | 1852                                       |                                            | 751                                        | 751                                        |
| 1858 | 1858                                       |                                            | 786                                        | 786                                        |
| 1864 | 1864                                       |                                            | 815                                        | 815                                        |
| 1871 | 1871                                       |                                            | 800                                        | 800                                        |
| 1875 | 1875                                       |                                            | 792                                        | 792                                        |
| 1885 | 1885                                       |                                            | 804                                        | 804                                        |
| 1895 | 1895                                       |                                            | 773                                        | 773                                        |
| 1905 | 1905                                       |                                            | 839                                        | 839                                        |
| 1910 | 1910                                       |                                            | 852                                        | 852                                        |
| 1925 | 1925                                       |                                            | 928                                        | 928                                        |
| 1939 | 1939                                       |                                            | 884                                        | 884                                        |
| 1946 | 1946                                       |                                            | 1.363                                      | 1.363                                      |
| 1950 | 1950                                       |                                            | 1.342                                      | 1.342                                      |
| 1956 | 1956                                       |                                            | 1.279                                      | 1.279                                      |
| 1961 | 1961                                       |                                            | 1.366                                      | 1.366                                      |
| 1967 | 1967                                       |                                            | 1.460                                      | 1.460                                      |
| 1970 | 1970                                       |                                            | 1.501                                      | 1.501                                      |
| 1980 | 1980                                       |                                            | ?                                          | ?                                          |
| 1990 | 1990                                       |                                            | ?                                          | ?                                          |
| 2008 | 2008                                       |                                            | 1.607                                      | 1.607                                      |
| 2011 | 2011                                       |                                            | 1.581                                      | 1.581                                      |
| 2015 | 2015                                       |                                            | 1.610                                      | 1.610                                      |
| 2022 | 2022                                       |                                            | 1.588                                      | 1.588                                      |
| Datenquelle: Historisches Gemeindeverzeichnis für Hessen: Die Bevölkerung der Gemeinden 1834 bis 1967. Wiesbaden: Hessisches Statistisches Landesamt, 1968. Weitere Quellen: LAGIS; 2008–2015; 2022 |                                            |                                            |                                            |                                            |

### Historische Konfessionsstatistik
Im Jahr 1961 lebten 1060 evangelische (= 77,60 %) und 263 katholische (= 19,25 %) Einwohner in Griedel.

## Wappen
Am 30. Juli 1971 wurde der Gemeinde Griedel im damaligen Landkreis Friedberg ein Wappen mit folgender Blasonierung verliehen: In Blau ein goldenes Spiegelmonogramm (GR) um eine silberne sechsblättrige Rosette mit rotem Butzen.

## Sehenswürdigkeiten
- Mikwe aus dem 19. Jahrhundert

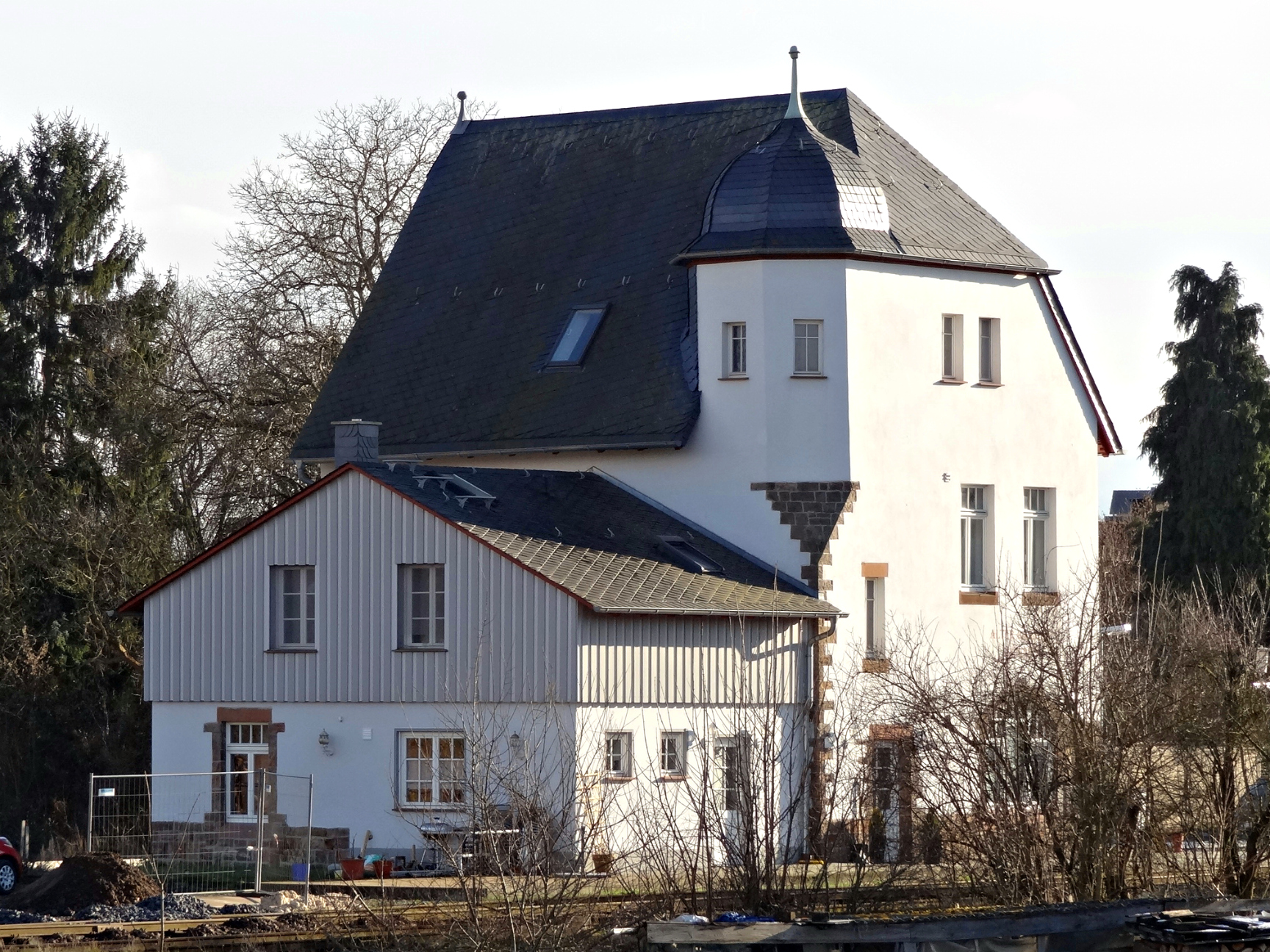
Denkmalgeschütztes Empfangsgebäude des Bahnhofs Griedel an der nur noch im Museumsbetrieb durch die Eisenbahnfreunde Wetterau genutzten Butzbach-Licher Eisenbahn

- Erholung an der Wetter mit Naturweg zum Lernen

## Infrastruktur
- Westlich des Dorfes verläuft die Bundesautobahn 5, nördlich die Bundesstraße 488.
- In Griedel gibt es ein Bürgerhaus.
- In Ortsnähe befindet sich eine Sandgrube.
- Butzbach-Licher Eisenbahn